# Marah Fairclough
Marah Fairclough (* 12. Juni 1988) ist eine US-amerikanische Schauspielerin.

## Leben
Fairclough debütierte 2010 in Passion Play als Filmschauspielerin. 2015 übernahm sie im Spielfilm Avengers Grimm die Rolle der Dornröschen. Drei Jahre später stellte sie die Rolle in der Fortsetzung Avengers Grimm 2 – Time Wars erneut dar. Sie übernahm Episodenrollen unter anderen in den Fernsehserien True Nightmares, American Horror Story, This Is Us – Das ist Leben und CSI: Vegas.

## Filmografie (Auswahl)
- 2010: Passion Play
- 2011: Sweet Little Lies
- 2013: The Girl in the Woods (Kurzfilm)
- 2013: LaLaLand (Fernsehserie, Episode 1x02)
- 2013: Warehouse (Kurzfilm)
- 2015: Drone (Kurzfilm)
- 2015: Avengers Grimm
- 2016: True Nightmares (Fernsehserie, Episode 2x01)
- 2016: My Crazy Sex (Fernsehserie, Episode 1x01)
- 2017: The Wrong Turn (Kurzfilm)
- 2017: Blue Hollywood
- 2017: Suburbicon
- 2018: Guys Are Such Prudes (Kurzfilm)
- 2018: Avengers Grimm 2 – Time Wars (Avengers Grimm: Time Wars)
- 2018: American Horror Story (Fernsehserie, Episode 8x07)
- 2018: Beyond the Rye
- 2019: Ish Hashuv Meod (Fernsehserie, Episode 2x04)
- 2019: This Is Us – Das ist Leben (This Is Us) (Fernsehserie, Episode 3x18)
- 2019: Dollface (Fernsehserie, Episode 1x01)
- 2020: Dave (Fernsehserie, Episode 1x04)
- 2021: CSI: Vegas (CSI: Crime Scene Investigation) (Fernsehserie, Episode 1x02)
- 2022: American Horror Stories (Fernsehserie, Episode 2x06)